# Tepetlaoxtoc
Tepetlaoxtoc est une municipalité de l'État de Mexico, au Mexique. Elle couvre une superficie de 172,38 km2 et compte 30 680 habitants en 2015.

## Villages
- San Bernardo Tlamimilolpan